# Antalya-Marathon
Der Antalya-Marathon (voller Name Internationaler Öger Antalya Marathon, auch als Runtalya vermarktet, ab 2015 als Runatolia) ist ein Marathon, der seit 2006 im März in Antalya stattfindet. Er ist neben dem Istanbul-Marathon der einzige Marathon in der Türkei. Zum Programm gehören auch ein Halbmarathon, ein 10-km-Lauf und ein Volkslauf ohne Zeitmessung.
Die Teilnehmer kommen zu einem beträchtlichen Teil aus Deutschland, z. B. knapp die Hälfte beim Marathonlauf 2008 (165 von 351 Läufern im Ziel).
Der Kurs ist eine Wendepunktstrecke, die nach den Richtlinien von AIMS und IAAF vermessen ist. Kurz nach dem Startpunkt (ab 2009 am Antalya-Museum) passiert man die Altstadt mit der Yivli-Minare-Moschee und dem Hadrianstor und läuft dann parallel zur Steilküste in Richtung Osten. Auf dem halben Weg in den Stadtteil Lara ist der Wendepunkt für den 10-km-Lauf, in Lara selbst für den Halbmarathon. Die Marathonläufer machen an den Themenhotels von Lara Beach kehrt. Das Ziel aller Läufe ist im Atatürk-Stadion.
Der Lauf wurde bis 2014 von dem deutschen Reiseunternehmen Öger Tours veranstaltet. Ab dem Jahr 2015 wurde er vom Reiseunternehmen V.Ö. Travel veranstaltet. Am 1. März 2020 fand in Antalya zum 15. Mal der internationale Marathon „Runatolia“ mit über 10.000 Teilnehmern aus 41 Ländern statt.

## Statistik

### Streckenrekorde
Marathon
- Männer: 2:16:14 h, Phillip Makau Muia (KEN), 2008
- Frauen: 2:22:47 h, Rezeda Galyamova (UKR), 2020

Halbmarathon
- Männer: 1:03:59,4 h, James Kirwa (KEN), 2007
- Frauen: 1:12:43 h, Bahar Doğan (TUR), 2009

10 km
- Männer: 29:30 min, Bekir Karayel (TUR), 2009
- Frauen: 33:09 min, Mariam Tanga (ETH), 2009

### Siegerlisten

#### Marathon
| Datum         | Männer                 | Nation      | Zeit      | Frauen                        | Nation      | Zeit      |
| ------------- | ---------------------- | ----------- | --------- | ----------------------------- | ----------- | --------- |
| 1. März 2020  | Murat Kurtak -3-       | Türkei      | 2:35:01   | Rezeda Galyamova              | Ukraine     | 2:22:47   |
| 2019          | Murat Kurtak -2-       | Türkei      | 2:34:25   | Elena Nurgalieva              | Russland    | 2:59:02   |
| 2018          | Murat Kurtak           | Türkei      | 2:33:12   | Olesja Leonidowna Nurgalijewa | Russland    | 2:49:08   |
| 2017          | Serdar Çetin           | Türkei      | 2:37:02   | Natalia Gyurten               | Russland    | 3:11:57   |
| 2016          | Ercan Arslan           | Türkei      | 2:27:08   | Svetlana Șepelev-Tcaci -2-    | Moldau      | 3:06:18   |
| 1. März 2015  | Mustafa Shaban -2-     | Bulgarien   | 2:32:28   | Nurgalieva Olesya             | Russland    | 2:46:34   |
| 2. März 2014  | Mustafa Shaban         | Bulgarien   | 2:26:34   | Svetlana Șepelev-Tcaci        | Moldau      | 2:56:52   |
| 3. März 2013  | Murat Kaya             | Ukraine     | 2:36:35   | Lütfiye Kaya -2-              | Türkei      | 3:01:29   |
| 4. März 2012  | Yücel Aydin            | Türkei      | 2:34:08   | Lütfiye Kaya                  | Türkei      | 2:52:21   |
| 6. März 2011  | Ahmet Arslan           | Türkei      | 2:38:09   | Birgit Lennartz -2-           | Deutschland | 3:04:00   |
| 7. März 2010  | Sascha Velten          | Deutschland | 2:36:46   | Birgit Lennartz               | Deutschland | 3:10:30   |
| 8. März 2009  | John Musila Kioko      | Kenia       | 2:18:00   | Nadeschda Semiletowa          | Russland    | 2:44:19   |
| 2. März 2008  | Phillip Makau Muia     | Kenia       | 2:16:13,1 | Kristijna Loonen              | Niederlande | 2:42:54,9 |
| 18. März 2007 | William Kimutai Kurgat | Kenia       | 2:19:23,8 | Monica Samila                 | Tansania    | 2:49:47,4 |
| 24. März 2006 | Maurice Wambua Mukuthi | Kenia       | 2:21:12   | Rimma Dubowik                 | Ukraine     | 2:54:38   |

#### Halbmarathon
| Datum | Männer                  | Nation    | Zeit      | Frauen                 | Nation                 | Zeit      |
| ----- | ----------------------- | --------- | --------- | ---------------------- | ---------------------- | --------- |
| 2020  | Andrii Pavelko          | Russland  |           | Joasia Zakrewski       | Vereinigtes Königreich | 1:22:01   |
| 2015  | Fetene Alemu Regasa -2- | Äthiopien | 1:07:02   | Senem Eser             | Türkei                 | 1:14:21   |
| 2014  | Fetene Alemu Regasa     | Äthiopien | 1:07:20   | Olesja Nurgaliewa      | Russland               | 1:17:08   |
| 2013  | Ali Haydar Tekgöz       | Türkei    | 1:11:48   | Olesja Nurgaliewa      | Russland               | 1:20:18   |
| 2012  | Ercan Muslu -2-         | Türkei    | 1:07:51   | Alexandra Schwartze    | Deutschland            | 1:29:22   |
| 2011  | Murat Ertaş             | Türkei    | 1:06:08   | Olesja Nurgalijewa -2- | Russland               | 1:17:12   |
| 2010  | Ercan Muslu             | Türkei    | 1:08:00   | Olesja Nurgalijewa     | Russland               | 1:15:02   |
| 2009  | Moses Too               | Kenia     | 1:04:08   | Bahar Doğan            | Türkei                 | 1:12:43   |
| 2008  | Iaroslav Mușinschi -2-  | Moldau    | 1:04:32,4 | Ljubow Morgunowa       | Russland               | 1:14:10,8 |
| 2007  | James Kirwa             | Kenia     | 1:03:59,4 | Lilija Jadschak        | Russland               | 1:15:03,3 |
| 2006  | Iaroslav Mușinschi      | Moldau    | 1:05:45   | Svetlana Șepelev-Tcaci | Moldau                 | 1:20:05   |

#### 10 km
| Datum | Männer            | Nation   | Zeit  | Frauen               | Nation      | Zeit  |
| ----- | ----------------- | -------- | ----- | -------------------- | ----------- | ----- |
| 2020  | Ufuk Arda         |          |       | Pinar Avsar          |             |       |
| 2015  | Muzaffer Bayram   | Türkei   | 31:02 | Seyran Adanir -2-    | Türkei      | 37:28 |
| 2014  | Aykut Tasdemir    | Türkei   | 31:34 | Juliane Heinze -2-   | Deutschland | 39:23 |
| 2013  | Levent Ates       | Türkei   | 33:11 | Seyran Adanir        | Türkei      | 36:05 |
| 2012  | Hakan Duvar       | Türkei   | 32:20 | Juliane Heinze       | Deutschland | 40:05 |
| 2011  | Fatih Bilgiç      | Türkei   | 33:40 | Birgül Ceylan        | Türkei      | 38:29 |
| 2010  | Alexei Korobenkow | Russland | 32:08 | Binnaz Uslu          | Türkei      | 35:58 |
| 2009  | Bekir Karayel     | Türkei   | 29:30 | Mariam Tanga         | Äthiopien   | 33:09 |
| 2008  | Ahmet Bektaş      | Türkei   | 31:33 | Nadeschda Semiletowa | Russland    | 35:55 |

### Entwicklung der Finisherzahlen
Hervorhebungen: Rekordzahlen
| Jahr | Marathon | davon Frauen | Halbmarathon | davon Frauen | 10 km | davon Frauen |
| ---- | -------- | ------------ | ------------ | ------------ | ----- | ------------ |
| 2013 | 391      | 53           | 1331         | 258          | 1445  | 682          |
| 2012 | 346      | 48           | 1183         | 254          | 0951  | 450          |
| 2011 | 434      | 66           | 1046         | 251          | 0793  | 318          |
| 2010 | 380      | 47           | 0958         | 199          | 0665  | 252          |
| 2009 | 393      | 73           | 0900         | 228          | 0566  | 245          |
| 2008 | 351      | 43           | 0593         | 131          | 0245  | 117          |
| 2007 | 296      | 42           | 0656         | 127          | ---   | ---          |
| 2006 | 220      | 26           | 0367         | 057          | ---   | ---          |